# ケツァルコアトル

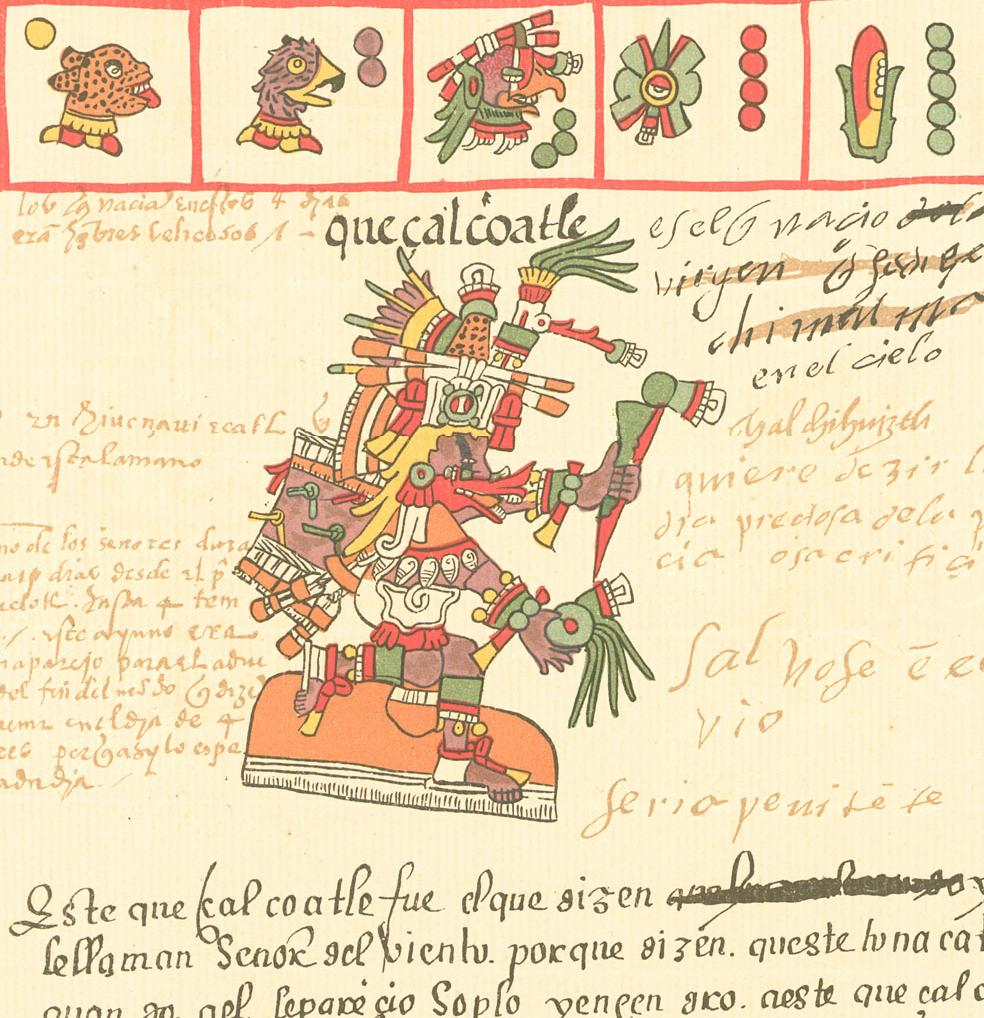
ケツァルコアトル

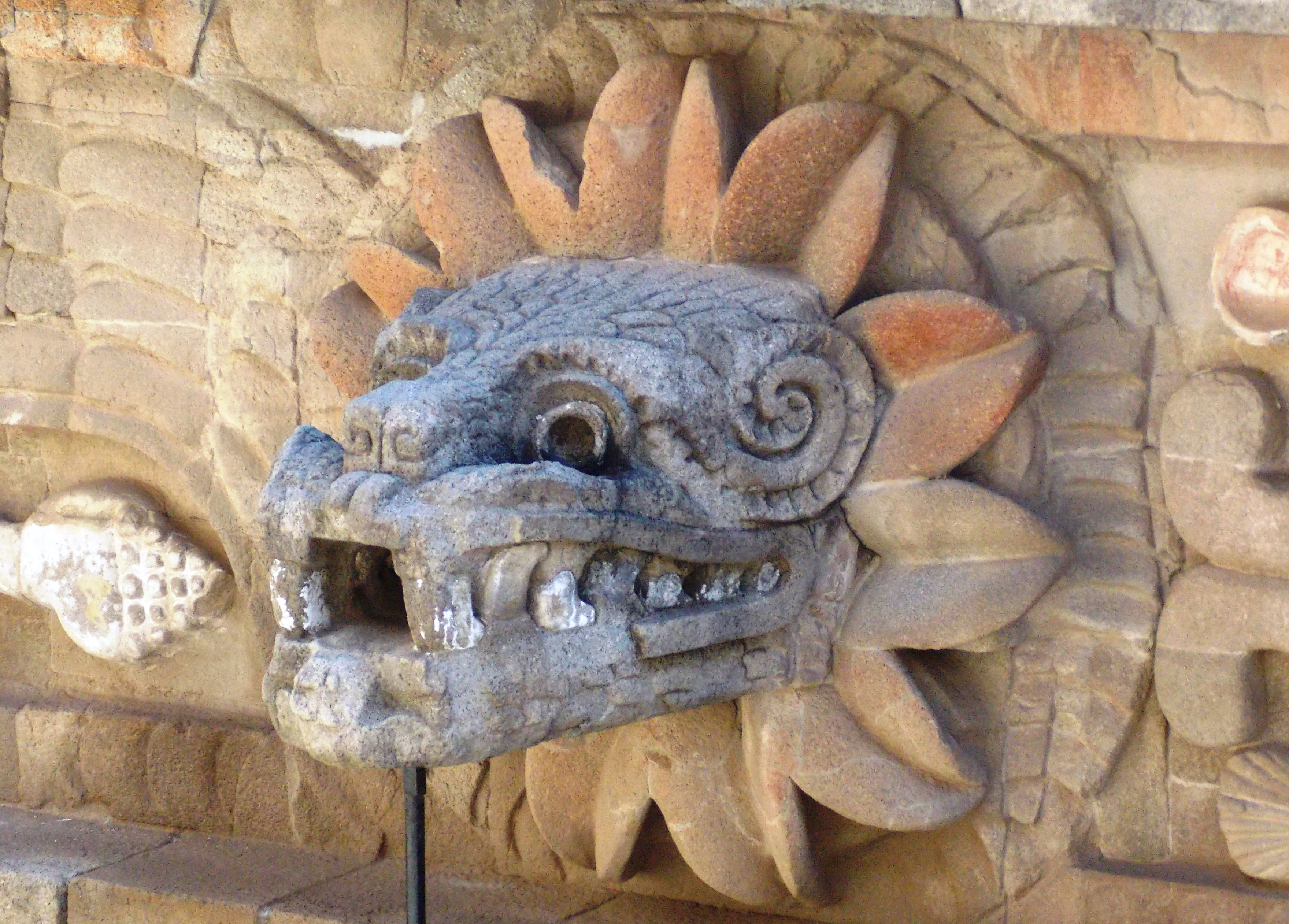
ケツァルコアトル

ケツァルコアトル（ナワ語群: Quetzalcōātl ; スペイン語: Quetzalcóatl ; 英語: Quetzalcoatl）は、アステカ神話の文化神・農耕神である。また、風の神とも考えられた。ケツアルカトル、ケツァールコウアトルとも呼ばれる。マヤ文明ではククルカンという名で崇拝されていた。

## 概要
古くは水や農耕に関わる蛇神であったが、後に文明一般を人類に授けた文化神と考られるようになり、ギリシア神話におけるプロメテウスのように、人類に火をもたらした神ともされた。
特にトルテカ族の祖神として篤く崇拝されていたが、アステカ族の神話に取り入れられてからは、原初神トナカテクトリとトナカシワトルの4人の息子の1人として、ウィツィロポチトリらとともに、創造神の地位にまで高められた。「五つの太陽の神話」の中では太陽神としてのケツァルコアトルの逸話も残されている。岩に手を当てると岩がへこみ、その岩を持ち上げて投げると森が平地になるような怪力を誇る。
神話では平和の神とされ、人々に人身供犠をやめさせたという。それ故に、人身供犠を好むテスカトリポカの恨みを買い、呪いのかけられた酒・プルケをそうとは知らずに勧められるまま飲み、気分が荒んだ後、自分の妹・ケツァルペトラトルと肉体関係を結びトゥーラ（又はアステカ）の地を追われた。この際、自分の宮殿を焼き払って財宝を埋めた後自ら生贄となり、火葬された灰が何羽もの美しい鳥となって空へ舞い上がったとも、虹の彼方に消えていったとも、金星に姿を変えて天に逃れたとも言われ、ケツァルコアトルは金星の神ともされるようになった。これは10世紀ごろ、ケツァルコアトルを名乗っていたトルテカの王が、人身供犠に反対してトルテカの首都を追い出された事件からつくられた神話だとされている。アステカにはケツァルコアトルへの人身供犠についての記録や遺跡などが多数あり（ソチカルコやチチェン・イッツァ参照）、人身供犠に反対する神話が書かれたのはコルテスによる征服後だと推定されている（クアウティトラン年代記）。
その名は古代ナワトル語で「羽毛ある蛇」（ケツァルが鳥の名前、コアトルが蛇の意）を意味し、宗教画などでもしばしばその様な姿で描かれる。また、白い顔の男性とも考えられている。ケツァルコアトルは「セーアカトル（一の葦の年）に復活する」と宣言してアステカを立ち去ったといわれており、16世紀初頭にコンキスタドールが侵略してきた際、コルテスがメキシコに来た1519年が偶然にも「一の葦の年」と一致したため、アステカ帝国の君主モンテスマ2世は白人である彼らをケツァルコアトルの再来かと錯覚し、対応を遅らせたため帝国滅亡の原因となったと言われているが確証はない。
代々木公園にはケツァルコアトルの像が存在する。これはメキシコの当時の大統領夫人来日記念として、1990年11月メキシコ政府より送られたものである。